# St. Johannes (Wiesbaden)

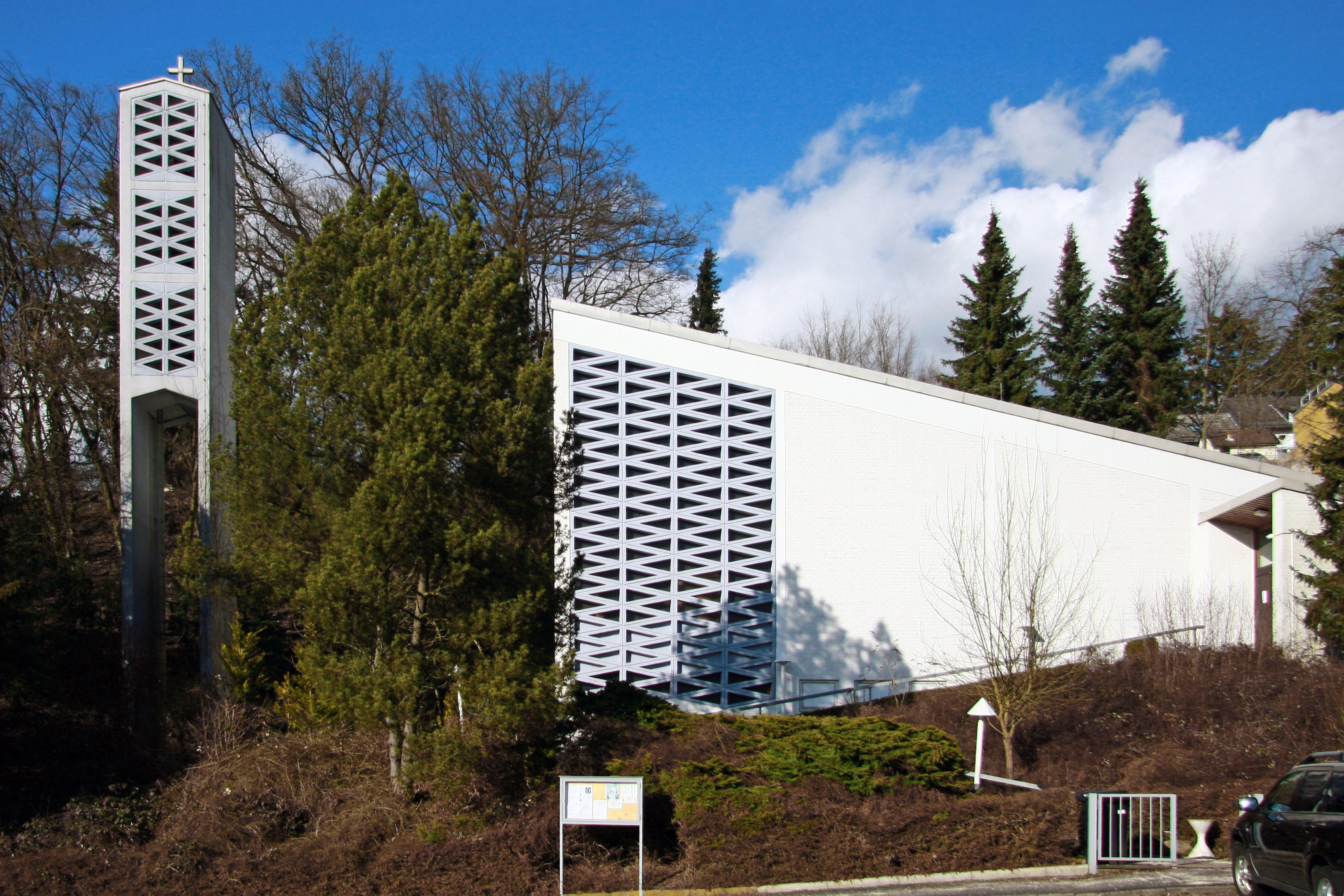
St. Johannes mit Glockenturm

St. Johannes ist  eine ehemalige dem Patrozinium Evangelisten Johannes unterstellte, römisch-katholische Kirche im Wiesbadener Ortsteil Rambach. Die Kirche gehörte zur katholischen Pfarrgemeinde St. Birgit.

## Geschichte
Im März 1954 gründeten Katholiken aus Wiesbaden-Rambach einen Kapellenbauverein, um ein eigenes katholisches Kirchengebäude in Rambach zu errichten. Wiesbaden-Rambach gehört kirchlich zur Pfarrgemeinde in Sonnenberg, weshalb ein nach Vereinsgründung gekauftes Baugrundstück der Herz-Jesu-Gemeinde in Sonnenberg übereignet wurde. Am 23. September 1962 erfolgte die Grundsteinlegung.
Die Kirche wurde aus Stahlbeton und Kalkstein im typischen Stil der 1960er Jahre errichtet. 1964 wurde ein freistehender, 18 Meter hoher Glockenturm gebaut, der ausnahmslos durch Spenden finanziert wurde. Bereits ein Jahr zuvor, am 24. März 1963, fand die Glockenweihe statt. Am 9. Juni 1963 wurde die erste heilige Messe gefeiert. 1974 wurde eine Orgel mit sechs Registern und 25 Pfeifen installiert. Seit 2004 steht die St. Johannes-Kirche unter Denkmalschutz.
Dem Bistum Limburg ist es nicht mehr möglich, die St.-Johannes-Kirche finanziell zu unterhalten, weshalb im Juli 2007 der Förderverein St. Johannes Rambach e.V. gegründet wurde. Im Jahr 2020 wurde über einen Verkauf der Kirche an die Sektion Wiesbaden des Deutschen Alpenvereins nachgedacht, der dort seine Geschäftsstelle einrichten möchte. Im Herbst des Jahres wurde der Verkauf realisiert, so dass am 27. Dezember 2020 der Profanierungs- und Übergabe-Gottesdienst stattfand. Es bestand die Absicht, dass das Abendmahl bei Gelegenheit auch künftig in der entweihten und umgebauten Kirche gefeiert werde.

## Sehenswürdigkeiten
Der Kreuzweg im Innenraum stammt aus dem Atelier des Frankfurter Architekten Ludwig Becker. Das quadratische Tabernakel wurde in der Goldschmiedewerkstatt der Rüdesheimer Abtei St. Hildegard gefertigt.